# Landschaftsschutzgebiet Talraum der Kleinen Henne zwischen Drasenbeck und Höringhausen

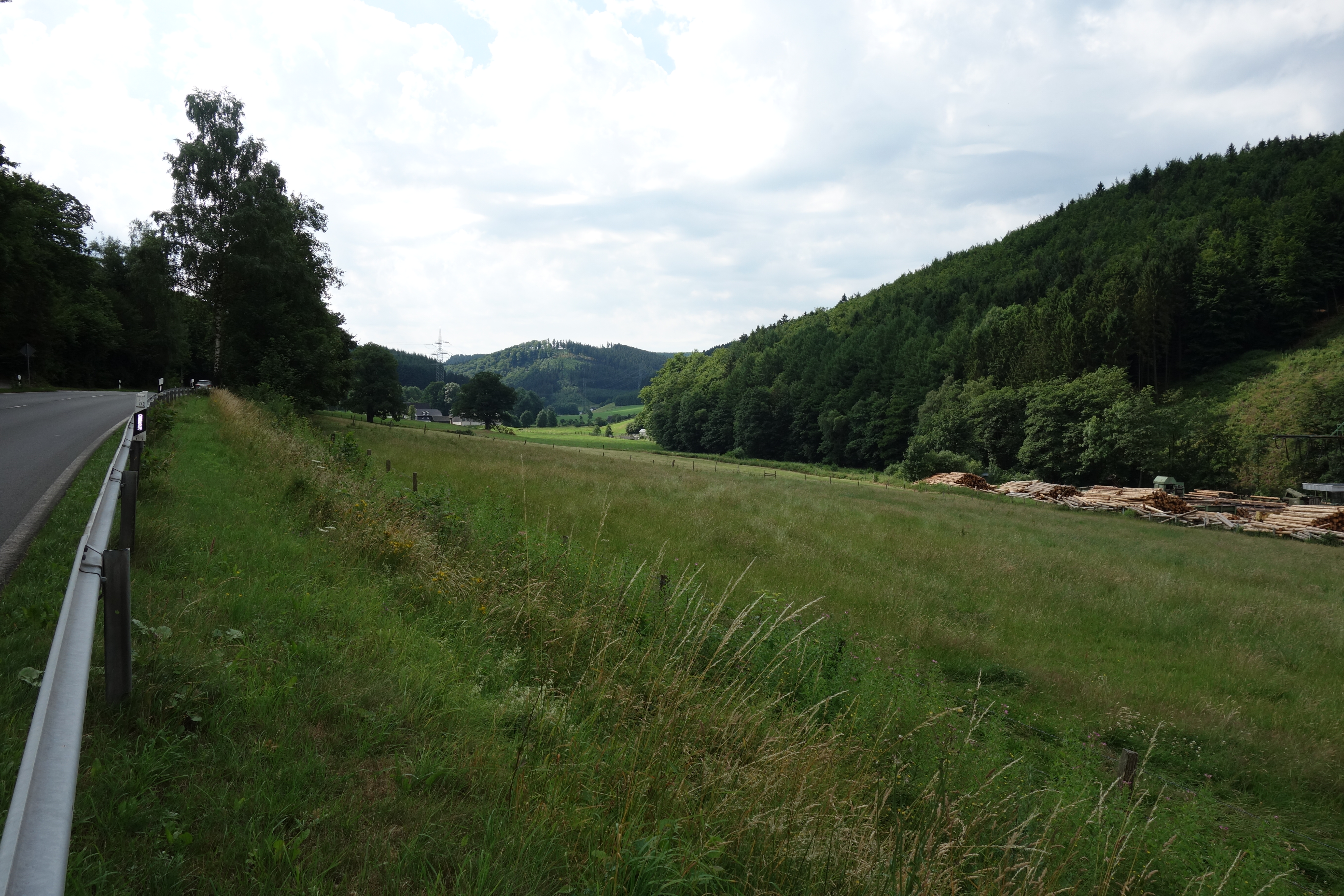
Landschaftsschutzgebiet Talraum der Kleinen Henne zwischen Drasenbeck und Höringhausen (Grünland)

Das Landschaftsschutzgebiet Talraum Kleinen Henne zwischen Drasenbeck und Höringhausen mit 37,3 ha lag im Stadtgebiet von Meschede im Hochsauerlandkreis. Es wurde 1994 mit dem Landschaftsplan Meschede durch den Kreistag des Hochsauerlandkreises als Landschaftsschutzgebiet (LSG) ausgewiesen und war eines von 102 Landschaftsschutzgebieten in der Stadt Meschede. Dort gab es ein Landschaftsschutzgebiet vom Typ A, 51 Landschaftsschutzgebiete vom Typ B und 50 Landschaftsschutzgebiete vom Typ C. Das Landschaftsschutzgebiet Talräume der Kleinen Henne zwischen Drasenbeck und Höringhausen wurde als Landschaftsplangebiet vom Typ C, Wiesentäler, ausgewiesen und gehörte zum Naturpark Sauerland-Rothaargebirge. Seit 2020 gehört das Gebiet zum Landschaftsschutzgebiet Oberes Hennetalsystem.

## Beschreibung
Das LSG lag zwischen dem Weiler Drasenbeck und Höringhausen. Im LSG befanden sich der Bach Kleine Henne mit Grünland in der Flussaue. Das LSG grenzt östlich direkt an die L 740.

## Schutzvorschriften
Wie in den anderen Landschaftsschutzgebieten vom Typ C im Landschaftsplangebiet Meschede bestand in diesem LSG ein Umwandlungsverbot von Grünland und Grünlandbrachen in Acker oder andere Nutzungsformen. Eine Erstaufforstung und eine Anlage von Weihnachtsbaumkulturen war verboten. Eine maximal zweijährige Ackernutzung innerhalb von zwölf Jahren war erlaubt, falls damit die Erneuerung der Grasnarbe vorbereitet wird. Dies galt als erweiterter Pflegeumbruch. Beim erweiterten Pflegeumbruch muss ein Mindestabstand von fünf Metern vom Mittelwasserbett eingehalten werden.

## Schutzzweck
Die Ausweisung erfolgte zur Ergänzung der Naturschutzgebiets-Ausweisung von Meschede um ein Offenlandbiotop-Verbundsystem zu schaffen, damit Tiere und Pflanzen Wanderungs- und Ausbreitungsmöglichkeiten behalten, und dem Erhalt der Vorkommen geschützter Vogelarten sowie dem Schutz artenreicher Pflanzengesellschaften.